# Ein starkes Team: Der Todfeind
Der Todfeind ist ein deutscher Fernsehfilm von Jakob Schäuffelen aus dem Jahr 2000. Es handelt sich um die 16. Folge der Krimiserie Ein starkes Team mit Maja Maranow und Florian Martens in den Hauptrollen.

## Handlung
Kriminalhauptkommissarin Verena Berthold und ihr Kollege Otto Garber werden zum Ziel eines ehemaligen Kollegen, der verurteilt wurde, weil er einen Drogenkurier ermordet hatte. Nachdem er in einem Krankenwagen aus dem Gefängnis entflohen ist, droht Carsten Pollfuß, nun die Polizisten zu töten, die ihn seinerzeit festgenommen hatten. Lothar Reddemann ist zu diesem Zeitpunkt mit seinem gesamten Team als Schirmherr auf der „International Crime Fighting Conference“. Verena hat außerdem noch ungebetenen Besuch von ihrer Cousine Andrea. Auch wenn Pollfuß zunächst nur droht, lässt er keinen Zweifel daran, dass er es ernst meint. Mit diversen Einschüchterungsversuchen zeigt er Verena und Otto, dass er ihnen anscheinend überlegen ist. Unter anderem stiehlt er Verenas Wecker aus deren Wohnung und versteckt ihn in ihrem Dienstwagen als Bombenattrappe. Reddemann lässt Verena und Otto in eine Polizeikaserne bringen, damit sie dort in Sicherheit sind. Doch Pollmann ist ihnen wieder einen Schritt voraus und fängt sie dort ab. Allerdings droht er wieder nur und verschwindet dann. Damit setzen sich nun Verena und Otto selbst auf Pollmanns Fährte. Als dieser mit seinem Wagen flüchtet und dann nach einem Unfall verbrannt in diesem Auto aufgefunden wird, scheint der Fall abgeschlossen. Doch Otto hat Zweifel, und nachdem Pollfuß` Bruder nicht auffindbar ist, scheinen die berechtigt. Noch am selben Abend entführt Pollfuß Andrea und bestellt Otto und Verena in sein Versteck in einem Hafengebiet. Es entwickelt sich ein dramatisches Finale, als Pollfuß Verena vor eine fatale Alternative stellt: Entweder sie erschießt ihren Freund Otto oder Pollfuß wird Andrea töten. Sein Plan scheint aufzugehen, denn Verena schießt tatsächlich. Da Otto aber eine besondere Sicherheitsweste trägt, stellt er sich nur tot und kann Pollfuß überwältigen, der nach einem Schusswechsel zu Tode kommt.

## Hintergrund
Der Todfeind wurde in Berlin gedreht und am 9. Dezember 2000 um 20:15 Uhr im ZDF erstausgestrahlt.
Regisseur Jakob Schäuffelen ist in dieser Episode als Gefängniswärter Warnke zu sehen. Sputnik, dessen Rolle als Geschäftsmann in der Serie als ein Running Gag angelegt ist, arbeitet in dieser Folge auch außerhalb seiner Gaststätte und übernimmt den Cateringservice auf einer internationalen Tagung der Berliner Kriminalpolizei.

## Drehorte (Auswahl)
- Pollfuß floh aus der Justizvollzugsanstalt Moabit
- Die internationale Konzerenz fand im Ludwig-Erhard-Haus statt
- Die Szene mit der Bombenattrappe wurde bei der Mauerstraße 83 gedreht
- Verena wohnte in der Friedbergstraße 17
- Der Showdown fand an der Anlegestelle Am Wasserbogen 8 statt (Standort)

## Kritik
Die Kritiker der Fernsehzeitschrift TV Spielfilm vergeben zwar nur eine mittlere Wertung (Daumen gerade), meinen jedoch: „Auch dieser Fall des ungleichen Duos hat das, was ein Krimi braucht: Spannung, Originalität und Witz. Dennoch zündet das Feuerwerk nicht richtig. Klasse sind nur die schrulligen Kollegen (u. a. Leonard Lansink, Tayfun Bademsoy).“ Fazit: „Routiniert und ohne große Überraschung.“